# Jokelyn Tienstra
Jokelyn Tienstra, född 10 oktober 1970 i Borculo, Berkelland, död 8 december 2015 i Xanten, Tyskland, var en nederländsk kaatsenspelare och handbollsmålvakt. Hon anses vara en av Nederländernas främsta genom tiderna. 
Jokelyn Tienstra föddes i Borculo, men växte upp i Sint Annaparochie i Friesland. Från 1986 till 1994 spelade hon kaatsen, också kallad Friesisk handboll, på högsta nivå.
Tienstra spelade 175 handbollslandskamper för Nederländerna. Hon debuterade i landslaget den 22 oktober 1997 mot Slovakien. Hennes sista landslagsmatch var den 10 juni 2007 i en VM-kvalmatch mot Kroatien. Hon deltog vid tre VM och två EM och var en del av laget som slutade femma vid VM 2005 i Sankt Petersburg, som länge var det bästa resultatet någonsin av Nederländernas landslag.
Den personliga höjdpunkten i karriären kom under VM 1999. I en fullsatt hall i Stavanger utnämndes hon till matchens bästa spelare då Nederländerna mycket överraskande slog värdlandet och de senare världsmästarna Norge med 24–18.
Hon representerade klubbar i den nederländska, danska, norska, spanska och tyska ligan. 
Efter den aktiva karriären var Tienstra verksam som målvaktstränare i flera år runt det nederländska damlandslaget. Hon ledde också Nederländernas handbollsakademi vid Nationaal Sportcentrum Papendal i Arnhem samt var talangcoach för det nederländska handbollsförbundet. Hon var sambo med den tyska handbollsspelaren Manuela Fiedel.

## Död och eftermäle
I november 2008 överlevde Jokelyn Tienstra en bilolycka, efter att ha kollapsat bakom ratten på den tyska motorvägen. Läkare konstaterade en svår hjärntumör på 4 x 4 centimeter som orsak till kollapsen och hon fick strålbehandling och opererades 2009 men tumören kom tillbaka. Hon avled 2015 efter en längre tids sjukdom, i sviterna av hjärntumören.
2012 gav Nederländernas Hjärnfond filmaren Bob Kukler i uppdrag att göra en dokumentärfilm om Tienstra. Titeln på denna dokumentär blev Över gränsen (nederländska: Over de grens; frisiska: Oer de grins).